# 安曇野文化財団
公益財団法人安曇野文化財団（こうえきざいだんほうじんあずみのぶんかざいだん）は、長野県安曇野市豊科にある博物館美術館を運営する財団。

## 事務局所在地
〒399-8205 長野県安曇野市豊科4289-8

## 沿革
- 1989年 - 財団法人生活文化研究財団として設立
- 1997年 - 寄付行為を改正、財団法人豊科町文化財団に改称
- 2006年 - 市町村合併により安曇野市の一部となったことにより、財団法人豊科文化財団に改称

## 関連団体
- 安曇野市豊科郷土博物館
- 安曇野市豊科近代美術館
- 田淵行男記念館
- 飯沼飛行士記念館